# Leopoldamys siporanus
Leopoldamys siporanus es una especie de roedor de la familia Muridae.

## Distribución geográfica
Es endémico de las selvas de las islas Mentawai (Indonesia).

## Hábitat
Su hábitat natural son: Clima tropical o Clima subtropical, bosques lluviosos. Es una especie arbórea.

## Estado de conservación
Se encuentra amenazada de extinción por la pérdida de su hábitat natural.